# 양기탁
양기탁(梁起鐸, 문화어: 량기탁, 1871년 4월 2일~1938년 4월 19일)은 한국의 언론인, 독립 운동가이다. 아명(兒名)은 양의종(梁宜鍾), 자(字)는 자명(子明), 호(號)는 우강(雩岡), 운강(雲崗). 본관은 남원 양씨.

## 이력
대한제국 당시 애국계몽활동을 하며 독립협회, 신민회 등의 창건에 참여하였고, 1911년 105인 사건에 연루되어 고초를 겪기도 했다. 한일합방 이후 중국으로 망명, 독립운동을 전개했으나 1918년 11월에는 톈진에서 체포되어 압송, 2년간 거금도에 감금되기도 했다.
석방 직후 1920년 8월에 방문한 미국 의원들에게 한국 독립을 홍보하다가 체포되어 다시 투옥되었으나, 모친상을 계기로 탈옥하여 만주로 건너갔다. 1923년에는 무장독립운동 단체인 의성단(義成團)을 조직하여 만주내 일본 기관 파괴와 약탈 활동을 했다. 대한민국 임시정부에도 참여하여 1926년 국무령에 추대되었으나 거절하였고, 1933년 10월부터 1935년 10월까지 대한민국 임시 정부의 국무령을 역임하였다. 아명(兒名)은 양의종(梁宜鍾), 자(字)는 자명(子明), 아호(雅號)는 우강(雩岡)이다. 1962년 건국훈장 대통령장이 추서되었다.
1993년 김영삼 정부에 의해 분묘발굴조사단이 투입, 중국 장쑤성에 매장된 양기탁의 묘소를 확인한 뒤 순국선열 봉영 때 유해봉환하여 동작동 국립묘지로 이장하였다.
| 양기탁                         | 양기탁                         |
| 대한민국 임시정부의 4대 국무령 | 대한민국 임시정부의 4대 국무령 |
| ------------------------------ | ------------------------------ |
| 임기                           | 1926년 1월 - 1926년 4월 29일   |
| 전임                           | 이상룡                         |
| 후임                           | 이동녕                         |
| 대한민국 임시정부의 국무령     |                                |
| 임기                           | 1933년 10월 - 1935년 10월      |
| 전임                           | 김구                           |
| 후임                           |                                |
| 출생일                         | 1871년 4월 2일                 |
| 출생지                         | 조선 평안남도 강서             |
| 사망일                         | 1938년 4월 19일                |
| 사망 원인                      |                                |
| 자녀                           |                                |
| 대한민국 임시정부의 역대 주석  |                                |

## 생애

### 생애 초반

#### 출생과 수학
우강 양기탁은 1871년 평안도 강서군(훗날 평안남도 강서군으로 개편) 소천(小川)에서 아버지 양시영(梁時英)과 모친 인동 장씨(仁同張氏) 사이에서 출생하였고 지난날 한때 평안남도 평양에서 잠시 유아기를 보낸 적이 있는 그의 처음 이름은 의종(宜鐘)이고, 자(字)는 자명(子明)인데 뒤에 이름을 양의종에서 양기탁으로 개명하였다. 어려서부터 기억력이 좋았으며 한문사숙(漢文私塾)에서 총명한 아이라는 칭찬을 듣기도 했다. 일찍부터 글을 잘 써서 문장력이 뛰어났다.
1886년 아버지를 따라 상경하여 우연히 평안북도 위원(渭原)에 사는 유림의 명망가이며 우국지사인 나현태(羅鉉泰)를 만나 그의 인격과 학문에 감화되어 그로부터 성리학을 수학하였다. 그 뒤 개신교 선교사들이 설립한 외국어학원에서 영어를 공부하는 한편 서구 문물을 접하게 되었다. 한학을 공부하다가 상경하여 관립한성외국어학교에서 영어를 배웠다. 1895년 12월부터 1897년 3월까지 캐나다 장로교회 선교사 J. 게일(J. S. Gale, 奇一)이 편찬하던 한영 사전인 《한영자전》(韓英字典)을 편찬하는 것을 도와주었다. 참고로 게일 선교사는 영국의 침례교회 평신도인 존 번연의 우화 《천로역정》을 한글로 옮기는 등 문서선교를 하였다.

#### 개화파, 구국 계몽 운동
1897년 독립협회에 가입하여 구국 계몽 운동에 뛰어들었고, 민영환의 개혁당에 이상재, 이준 등과 함께 참가했다. 1898년에는 만민공동회에 참여하여 연사가 되어 열변을 토하였으며, 만민공동회의 부총무장(副總務長)급으로 적극 활동을 하다가 피체되었다. 1899년 출옥 후 말로만 전해 듣던 미국과 서구 사회를 구경하려고 배편으로 일본으로 출국, 장기(長崎)를 거쳐 미국에 도착했다. 미국에서 3년간 있으면서 임금노동으로 체류비용을 마련하는 한편, 견문을 넓힌 후 1902년 귀국하였다.
1902년 이상재, 민영환, 이준, 이상설 등과 함께 개혁당(改革黨)을 조직하여 대혁신을 추진하려다가 황제를 타도하려 한다는 모함을 받고 한성부 감옥에 투옥되었다가 풀려났다. 출옥 후에는 한때 한성전기회사(漢城電機會社)의 사무원으로 취직하여 근무하기도 하였다.

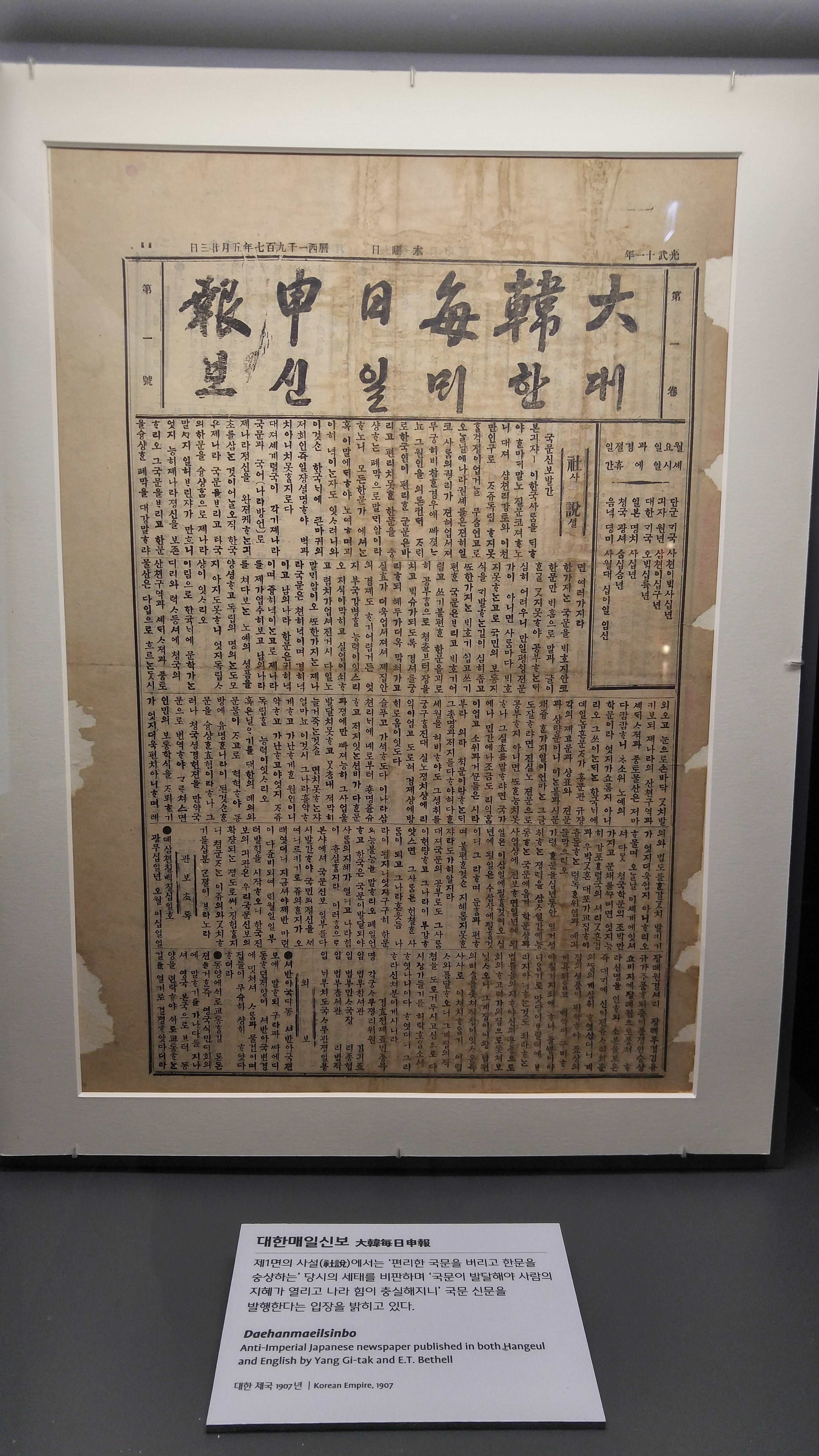
대한매일신보 창간호

1904년 3월 궁내부 예식원(禮式院)에서 영어통역관에 임명되어 영어 통역을 맡게 되면서, 영국인 기자 어니스트 베델과 함께 영자 신문 《코리아 타임즈》를 발간했다. 언론에 관심을 갖게 된 그는 이듬해 국한문 혼용체로 발행되는 《대한매일신보》(주필 박은식)를 창간하는데 참여했다. 영국인 베델을 사장으로 내세워 검열을 피했던 이 신문은 항일 의식을 고취하는 내용을 실을 수 있었다.
1905년 궁내부에서 근무하고 신문을 발행할 때 러일전쟁에서 승리한 일본이 대한제국에 황무지 개척권을 요구하자 이에 반대하는 보안회에 가담했고, 보안회의 후신인 대한협동회(大韓協同會)를 조직하였다. 대한협동회에서도 지방부장으로 활동하는 등 꾸준히 항일 운동과 계몽 운동에서 명망을 쌓아갔다. 그는 의병 운동계의 유학자들과 기독교계, 천도교계 등과 두루 친분을 갖고 있었다.

### 독립운동

#### 언론, 사회 활동
당시 대한제국 정부는 일제에게 차관을 빌려 썼고, 1907년 1월 대구에서 시작한 국채보상운동이 발생했다. 국채보상운동이 전국적으로 확대되자 <대한매일신보>에서는 신문사 안에 국채보상지원금총합소(國債報償支援總合所)를 개설하여 많은 보상금을 모금하였다. 그 뒤 윤웅렬 등과 함께 국채보상운동 모금 활동을 주관했는데, 조선총독부의 농간으로 자금은 사라지고 한국통감부는 당시 국채보상회 총무직을 맡고 있던 양기탁을 금국횡령의 혐의를 씌어 구속하였다. 그러나 사장인 베델이 2년간 증거를 수집, 허위 조작된 것임을 증명하여 그해 3월 무죄로 석방되었다.
1907년 대한매일신보 주필을 지내면서 안창호의 신민회에 주동적으로 참가하였다. 1909년 봄 의병들의 항일투쟁이 갑자기 쇠퇴하게 되자 신민회는 국외 독립군기지와 독립군 창건을 계획하였고, 그는 자신의 집과 별장, 산채를 신민회 전국 간부회의를 개최하는데 제공하였다. 신민회의 비밀결의에 의해 국외에 독립군 기지를 건설하여 무관학교(武官學校)를 설립하고, 독립군을 양성하여 국내 진공 작전을 통해 반일본 전쟁을 계획하는 '독립전쟁전략'이 채택되자 양기탁은 그의 실천을 위하여 장소를 물색하였다.

#### 안악 사건과 105인 사건
1910년 8월 양기탁은 직접 독립군기지를 물색하기 위하여 국외로도 눈길을 돌려 만주를 답사하고 귀국하였다.
그 뒤 안명근의 안악 사건의 관련자로 지목되어 보안법 위반 혐의로 체포되어 헌병대에 이송되었다. 그 뒤 안악 사건에 이어 1911년 105인 사건 때도 관련자로서 지목되면서 형량이 늘어 4년 가까이 복역하고 1915년에 출옥했다.

#### 망명 활동
1918년 11월 양기탁이 중국 톈진에서 일본 영사관 경찰에게 체포되었다는 소식을 접한 윤치호는 양기탁에게 벽돌을 발로 걷어찰 필요가 없으며 담벼락을 머리로 들이받을 필요는 없다. 대화도 통할 인간하고 대화를 하는 법이라며 그를 얼마나 바보스러우냐며 조롱하였다. 그러나 12월 양기탁이 상하이에서 한반도로 압송, 거금도에 유폐되자 윤치호는 제일 먼저 그를 면회하러 왔다.
1919년 12월 유배가 풀려 바로 열차편으로 경성부로 올라왔다. 이후 요양하다가 1920년 4월 동아일보가 창간되자 김성수, 송진우에 의해 언론계의 원로로서 유근(柳瑾)과 함께 동아일보 상임고문으로 추대되었다. 1920년 5월에는 통천교(統天敎)를 창시하였다. 그해 8월 미국 의원단의 동양 3국 순방 소식을 접하고 윤치호와 함께 '미국의원시찰단환영준비위원회'(美國議員視察團歡迎準備委員會)를 조직하였다. 이때 그는 윤치호에게 미국 의원들에게 한국의 독립을 역설하는 것이 어떻냐고 권고했지만 윤치호는 미국에서 아무런 이익도 없이 한국의 독립을 위해 자국 젊은이들의 피를 흘리겠느냐며 회의적으로 답하였다.

#### 독립 운동과 망명, 임시정부 참여
1920년 8월 14일 미국의 의원단이 방한하자 미국 의원 일행이 서울역에 내릴 때에 독립공고서(獨立控告書)를 제출하고 이들에게 독립 의지를 보여주기 위한 시위를 계획했다가 또다시 체포되었다. 그의 재투옥 소식에 충격을 받은 어머니가 8월 29일 숨을 거두자 장례식을 이유로 보석금을 내서 일시 석방되었고, 곧바로 열차편을 이용하여 국경을 넘었다. 이후 만주로 탈출에 성공, 그 곳에 미리 와 있던 독립 운동가들과 합류했다. 그는 만주에서 편강렬과 함께 무장 독립 운동 단체인 의성단을 결성하였고, 흩어진 운동 단체를 통합한 통의부와 정의부, 고려혁명당, 국민부 결성에 차례로 가담했으며, 학교를 세워 교육 사업을 벌이기도 했다.
1923년 10월 만주에서 편강렬(片康烈), 남정(南正) 등 동지들을 규합하여 무장 독립운동 단체 의성단(義成團)을 조직하였다. 이 단체는 만주 봉천의 일본군 전용 만철병원(滿鐵病院)을 습격하고, 장춘선(長春線) 일본군 군수품 조달 열차를 공격하는 등의 활약을 하였다.
1926년 1월 임시정부의 국무령에 선출되었으나 사퇴하였다.
이후 의정원 의장 이동녕이 그의 직권을 대리하다가 1926년 4월 29일 국무령직에서 해임하였다.

### 생애 후반

#### 임시정부 국무령 취임과 민족유일당 운동
1933년 10월에는 상하이의 대한민국 임시정부 국무령이 되고 1935년 10월까지 재임하였다. 1934년 임시정부 재무부 경제 위원회 위원에 선출되었다.
1934년 1월 중국 진강(鎭江)에서 열린 대한민국 임시의정원 회의에서 국무위원에 유임되었다. 임시정부의 국무령으로 선출되자 그는 가장 시급한 당면 과제는 '독립운동 관련 정당이나 단체를 통합'하여 단일대당(單一大黨, 단결된 큰 정당)을 결성하고 이를 통해 대한민국 임시정부를 뒷받침해야 된다고 주장하였다. 이후 그는 민족유일당 창당을 위해 난징과 상하이 주변 각지를 직접 돌아다니면서 통합을 해야 된다고 역설했다. 일본 영사관 경찰의 시선과 밀정들의 눈을 피하는 한편 쉬지 않고 돌아다니면서 유일당 결성을 주장했고 1년만에 공감대를 얻어낸다.
1934년 3월 난징에서 개최된 '한국대일전선통일동맹' 제2차 대표회의에 참석하였다. 이후 민족유일당 운동에 참여, 1935년 7월 마침내 한국독립당, 대한독립당, 의열단, 조선혁명당, 신한독립당 등 5개 정당과 광복동지회 등 독립운동단체를 통합한 민족단일당으로서 민족혁명당을 결성하였다.
그러나 양기탁은 자신에게 당수직이나 총서기직은 사양하고 평당원으로 참여하겠다고 하였다. 1935년 10월 국무위원 임기만료와 함께 국무령직을 사퇴하고 민족혁명당 활동에 전념했다. 그런데 그는 사회주의자들에게 부정적이었고, 5당 합당 이후 민족혁명당의 당내 분열이 발생하자, 1937년 8월 지청천, 최동오, 유동열 등과 함께 민족혁명당을 탈당, 조선혁명당(朝鮮革命黨)을 재건하고 당수가 되었다.

#### 요양과 최후

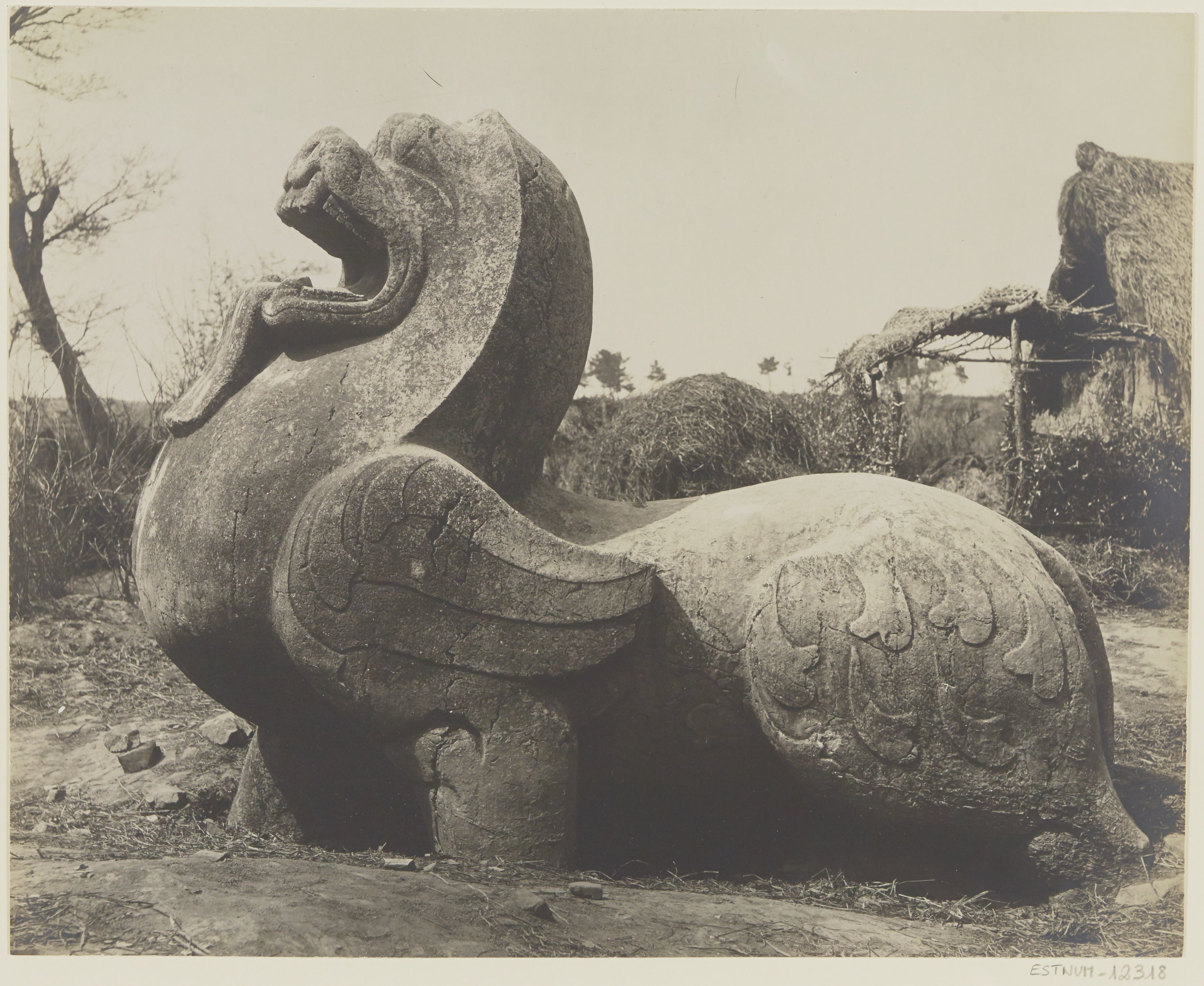
짱수 성 남양의 석물

1937년 7월 7일 중일전쟁이 터지자 대일본 전쟁에 동참할 기회로 판단, 대일 결전이 임박했다며 1937년 8월 한국독립당, 한국국민당, 조선혁명당 등 3당과 당시 미국에서 독립운동을 전개하고 있던 대한인독립당, 동지회, 국민회, 애국부인회, 단합회(團合會), 애국단 등 6개 단체를 소집, 8월 난징하여 회의 끝에 이들 단체의 연합체인 한국광복진선(韓國光復陣線)을 조직, 결성하였다. 그러나 중국 정부에서는 이들을 정규 군대로 받아들이기를 주저했고, 일부 조선의용대만이 중국군의 예하대로 참전하게 된다.
망명생활과 5당 합당 추진과정에서 피로가 누적되면서 과로로 체력이 약화, 갑자기 쓰러지기를 반복했다. 그러나 병원에 갈 수 없었고, 1938년 그는 병을 얻어 중국 장쑤성으로 내려가 율양(栗陽) 길당암(吉堂庵)에서 건강을 회복하려고 쉬면서 요양하였으나 쾌유하지 못했다. 또한 몇개의 한약재로 병을 다스리려 했으나 실패하였다. 1938년 4월 19일 중국 장쑤 성 율양 길당암에서 피로누적으로 인한 과로로 사망하였다. 사망 당시 향년 68세였다. 그의 시신은 국내에 운구되지 못하였고 장쑤 성의 야산에 안장되었다.

### 사후
1962년 건국훈장 대통령장이 추서되었다.
1993년 김영삼 정부에 의해 분묘발굴조사단이 투입, 중국 짱수 성에 매장된 양기탁의 묘소를 확인한 뒤 순국선열 봉영때 유해봉환하여 동작동 국립묘지로 이장하였다.
백암 박은식의 양손자인 대한민국 국가보훈처 장관 박유철은 양기탁에게 손녀 사위가 된다. 박유철은 박은식의 조카이자 양자인 박시창의 아들이었다.

## 가족 관계
- 부친 : 양시영(梁始永)
- 모친 : 인동장씨
  - 장남 : 양효손(梁孝孫)
    - 손자 : 양준일(梁準一)
    - 손녀 : 양준자(梁俊子)
    - 손서 : 박유철

  - 장녀 : 남원 양씨
    - 외손녀 : 황대순

## 참고자료
- 양기탁 : 독립유공자 공훈록 - 국가보훈처대한민국 국가보훈처
- 대한민국 국가보훈처, 이 달의 독립 운동가 상세자료 - 양기탁, 1994년
- 윤명숙, 《대한영웅전 1》 (국가보훈처, 1995)

## 같이 보기
- 독립협회
- 신민회
- 105인 사건
- 대한민국 임시정부
- 을사보호조약
- 대한민국 임시의정원
- 독립신문
- 만민공동회
- 독립유공자로 대통령장을 수여받은 사람